# Novosadské výstaviště
Novosadské výstaviště (srbsky v cyrilici Новосадски сајам, v latince Novosadski sajam) se nachází v hlavním městě srbské autonomní oblasti Vojvodina, Novi Sad. Adresa výstaviště je Hajduk Veljkova 11, nachází se v severozápadní části města, v místní části Detelinara. 
Současné výstaviště zabírá plochu ve tvaru přibližně pravoúhlého trojúhelníku, jeho rozloha je 300 000 m2 Má celkem 37 různých objektů, z toho hlavní prostor se nachází u ulice Hajduk Veljkova na začátku areálu. Současné výstaviště bylo zbudováno v roce 1940 a o osm let později se zde uskutečnil první zemědělský veletrh; od té doby se pořádá každý rok v květnu a který má v současné době podobu akce mezinárodního rozsahu. Kromě toho se v areálu každoročně konají i menší veletrhy. Spolu se záhřebským výstavištěm bylo v tehdejší Jugoslávii známé novosadské především díky zemědělskému veletrhu. Některé jeho ročníky otevírala i tehdejší hlava státu Josip Broz Tito.
Od roku 2006 má areál i moderní budovu kongresového centra s dominantní válcovou věží. Výstaviště ročně navštíví 1,2 milionu lidí.